# Droga nr 7079 (Izrael)
Droga lokalna nr 7079 (hebr. 7079 כביש) – jest drogą lokalną położoną w Dolnej Galilei, na północy Izraela. Biegnie ona z miasta Bet Sze’an do drogi nr 71, która pełni funkcję północnej i północno-wschodniej obwodnicy miasta. Droga umożliwia również dotarcie do wschodniej strefy przemysłowej oraz przejścia granicznego Rzeka Jordan z Jordanią.

## Przebieg
Droga nr 7079 przebiega przez Samorząd Regionu Emek ha-Majanot w Poddystrykcie Jezreel Dystryktu Północnego Izraela. Biegnie równoleżnikowo z zachodu na wschód, od miasta Bet Sze’an do drogi nr 71, która pełni funkcję północnej i północno-wschodniej obwodnicy miasta.
Swój początek bierze w mieście Bet Sze’an na skrzyżowaniu z drogą nr 90, którą jadąc na północny wschód dojeżdża się do skrzyżowania z drogą nr 71 i dalej do kibucu Chamadja, lub na południe do skrzyżowania z drogą nr 6667 i dalej do kibucu En ha-Naciw. Natomiast droga nr 7079 kieruje się na wschód do Wschodniej strefy przemysłowej. Po przejechaniu ponad 1 km dojeżdża się do ronda, z którego w kierunku południowym odchodzi lokalna droga prowadząca do skrzyżowania z drogą nr 6678 przy kibucu En ha-Naciw. Natomiast droga nr 7079 biegnie dalej na wschód i po 200 metrach dociera do siedziby władz administracyjnych Samorządu Regionu Doliny Źródeł. Kawałek dalej kończy swój bieg na skrzyżowaniu z drogą nr 71, którą jadąc dalej na wschód można dojechać do kibuców Newe Etan, Ma’oz Chajjim i przejścia granicznego Rzeka Jordan z Jordanią.